# Zerah Colburn (calcolatore mentale)
Zerah Colburn (Cabot, 1º settembre 1804 – Norwich, 2 marzo 1839) è stato un calcolatore prodigio statunitense.

## Biografia
Il padre di Colburn si accorse delle doti di calcolo mentale del figlio quando questi, già all'età di sette anni, riusciva a moltiplicare rapidamente due numeri di due cifre. Ben presto la sua abilità crebbe notevolmente e si dimostrò capace di effettuare calcoli complessi come, per esempio, il numero di secondi in 2 000 anni, il prodotto di 12 225 per 1 223 e la radice quadrata di 1 449. Impiegò sei secondi per trovare il numero di ore comprese in 38 anni, 2 mesi e 7 giorni. 
Gli fu proposto di verificare se il sesto numero di Fermat, 232 + 1, pari a 4 294 967 297, è un numero primo oppure no. Zerah calcolò mentalmente che non lo è, perché ha il divisore 641 (l'altro fattore è 6 700 417). Questo risultato era già noto perché trovato da Eulero nel 1732, ma è assai improbabile che Colburn ne fosse a conoscenza. 
Suo padre decise di sfruttare le doti eccezionali del figlio, facendogli tenere esibizioni a pagamento in varie località degli Stati Uniti. Mentre si trovavano ad Hanover nel New Hampshire, il rettore del Dartmouth College, John Wheelock, si rese disponibile a prendersi cura della sua istruzione, ma suo padre rifiutò. A Boston, in particolare, le sue esibizioni ebbero grandissimo successo, tanto da attrarre l'attenzione di eminenti professori dell'Università di Harvard e di altre personalità. 
In gennaio 1812 suo padre si imbarcò con lui per l'Inghilterra. In settembre 1813 Colburn diede un'esibizione a Dublino. Era presente William Rowan Hamilton e fu organizzata una gara di calcolo tra i due, che vide Colburn nettamente vincitore. Come reazione a questa sconfitta, Hamilton decise di dedicare meno tempo allo studio delle lingue e più tempo allo studio della matematica. 
Dopo aver viaggiato in Irlanda, Inghilterra e Scozia, Zerah e suo padre si trasferirono a Parigi, dove rimasero per 18 mesi. Zerah fu iscritto al Lycée Napoléon, ma dopo breve tempo suo padre gli fece interrompere gli studi. Nel 1816 tornarono insieme in Inghilterra. 
Mentre si trovavono a Londra, Zerah attirò l'attenzione di Frederick Hervey, primo marchese di Bristol, che lo iscrisse a sue spese alla Westminster School. Vi rimase fino al 1819, ma in seguito al rifiuto di suo padre di accettare alcune condizioni poste dal marchese, Zerah fu rimosso dalla scuola. Suo padre gli propose allora di intraprendere una carriera di attore di teatro. Per alcuni mesi Zerah seguì corsi di recitazione tenuti da Charles Kemble, ma con le prime prove sia Kemble che lui stesso si convinsero che non era adatto per il palcoscenico. In seguito accettò un posto di assistente in una scuola, facendo nello stesso tempo calcoli astronomici per conto di Thomas Young, allora direttore del Board of Longitude.
Nel 1824, dopo la morte di suo padre, Zerah tornò negli Stati Uniti grazie all'aiuto del marchese di Bristol e di altri amici. Pur avendo seguito studi irregolari, il suo talento per le lingue gli permise di ottenere un'occupazione di assistente insegnante in un'accademia di Fairfield, nei pressi di New York. Rimase a Fairfield solo pochi mesi, dopodiché si trasferì a Burlington nel Vermont come insegnante di francese. 
Nel 1825 diventò un seguace della Chiesa Metodista. Dopo nove anni di servizio come predicatore itinerante si stabilì a Norwich, nel Vermont, dove fu nominato professore di lingue all'Università di Norwich, carica che mantenne fino alla morte. 
Nel 1833 pubblicò una sua autobiografia, dalla quale si evince che le sue doti di calcolo diminuirono notevolmente con il passare degli anni. Morì a Norwich di tubercolosi all'età di 34 anni.
Un suo nipote dallo stesso nome, Zerah Colburn, fu un noto ingegnere ferroviario e giornalista.